# Stáj
Stáj (deutsch Stay, 1939–45: Stallern) ist eine Gemeinde in Tschechien. Sie liegt sieben Kilometer südöstlich von Polná und gehört zum Okres Jihlava.

## Geographie
Das mährische Dorf Stáj befindet sich in den Arnolecké hory, einem Teil der Böhmisch-Mährischen Höhe, auf der europäischen Hauptwasserscheide zwischen Elbe und Donau. Westlich und nördlich des Ortes führte in einem Kilometer Entfernung die historische Landesgrenze zu Böhmen entlang. Östlich erhebt sich der Sádek (698 m). An seinem Südhang entspringt die Balinka, am Westhang der Ochozský potok. Im Südosten liegt die Havlina (706 m) und im Süden Na Vrchu (617 m).
Nachbarorte sind Janovice und Milov im Norden, Rudolec und Bohdalov im Nordosten, Chroustov im Osten, Kyjov und Černá im Südosten, Arnolec im Süden, Nadějov und Zhoř im Südwesten, Lipina und Dobroutov im Westen sowie Polná und Záborná im Nordwesten.

## Geschichte
Das Dorf entstand im 13. Jahrhundert im Zuge der Kolonisation des mährischen Grenzwaldes durch das Kloster Trebitsch. Erstmals urkundlich erwähnt wurde der Ort im Jahre 1298, als Wenzel II. zusammen mit Bischof Theoderich von Neuhaus die dem Kloster angeschlossene Propstei des hl. Benedikt in Wollein errichtete. Stáj war eines der 21 der Propstei untertänigen Dörfer. Nach dem Erlöschen der Propstei gehörte Stay zur Herrschaft Měřín. 1559 verkaufte Jan d. Ä. Stránecký von Stránec die Herrschaft an Johann und Raphael Chraustenský von Malowar auf Deutsch Rudoletz. Stay bestand 1585 aus 14 untertänigen Anwesen. Den Herrenhof Stay veräußerte Johann Chraustenský zum Ende des 16. Jahrhunderts an Jan Řečický. 1609 kaufte er ihn von Ursula Sponner von Blinsdorf zurück. Nach der Schlacht am Weißen Berg wurden 1620 die Güter von Peter Raphael Chraustenský konfisziert. 1621 erwarb Rambold XIII. von Collalto die Güter. Die Grafen Collalto machten Czerna zu ihrem Sitz und vereinten Deutsch Rudoletz und Pirnitz zu einem Familienfideikommiss. 1650 bestand das Dorf aus 20 Wirtschaften. Das erste Ortssiegel von Stage stammt von 1668. 1734 lebten in dem Dorf 141 Menschen. Während der Napoleonischen Kriege zogen die Franzosen durch Stay und errichteten auf dem Weg nach Polna ein Lager. Im 19. Jahrhundert wurde bei Stay Kalk abgebaut.
Nach der Aufhebung der Patrimonialherrschaften bildete Stay ab 1850 eine politische Gemeinde im Bezirk Iglau. 1875 entstand ein Schulhaus. 1931 wurde in Stáj der zweiklassige Unterricht aufgenommen. Ab 1949 gehörte Stáj zum Okres Jihlava-okolí. Nach der Machtübernahme der Kommunisten wurde die Wirtschaft der Familie Vaněk 1952 durch die Bezirksstaatsanwaltschaft Jihlava konfisziert und der Besitzer Josef Vaněk zu einer fünfjährigen Haftstrafe verurteilt. 1953 ereilte die Familie Matějíček ein ähnliches Schicksal. 1956 begann die Zwangskollektivierung, und die landwirtschaftliche Genossenschaft wurde gegründet. Seit 1961 gehört Stáj zum Okres Jihlava. Die Schule wurde 1977 geschlossen und die Kinder nach Zhoř umgeschult. Zwischen 1980 und 1990 war Stáj nach Polná eingemeindet.
Der Ort besteht heute aus 56 Häusern.

## Sehenswürdigkeiten

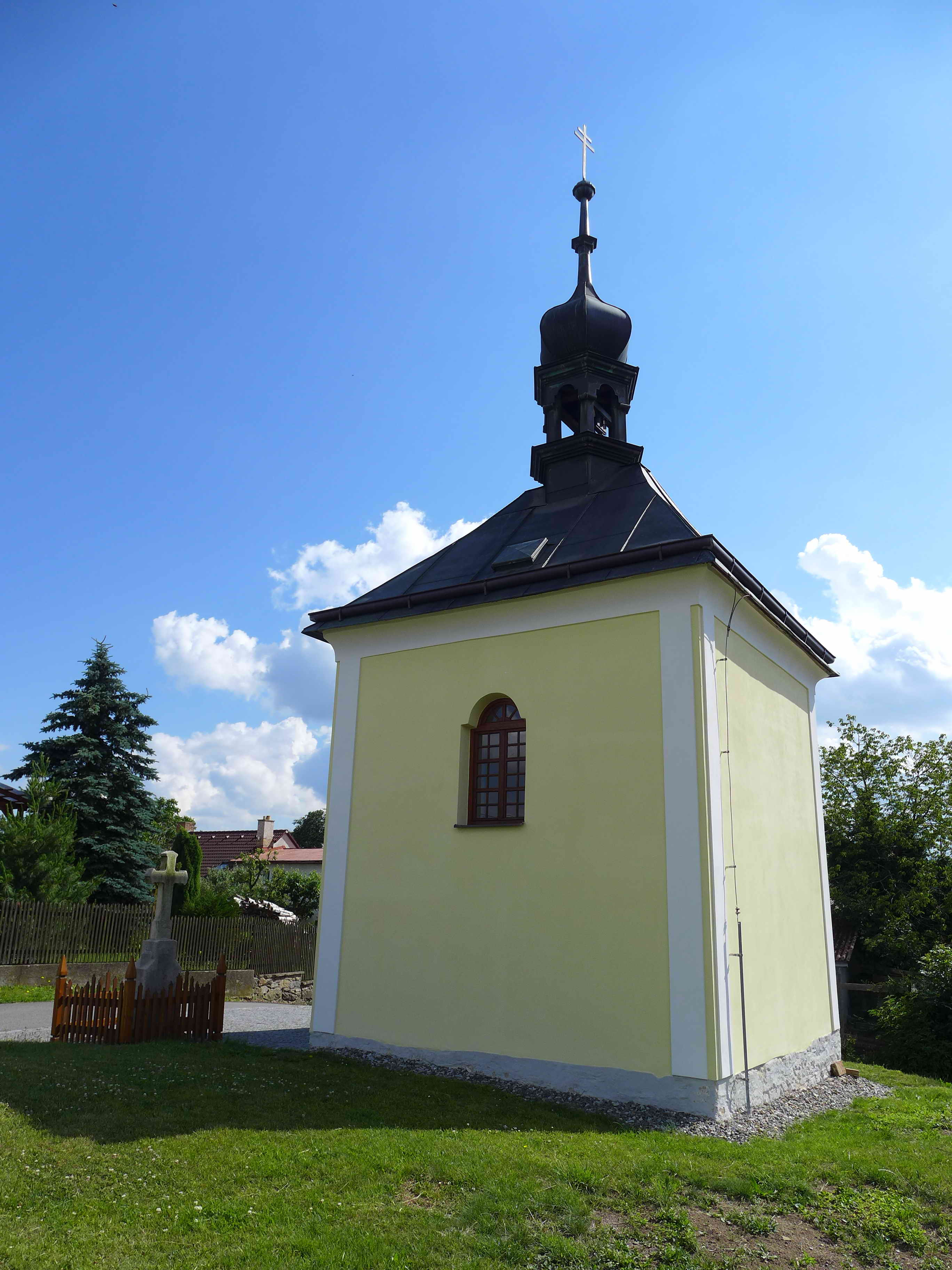
Kapelle des hl. Johannes von Nepomuk

- Kapelle des hl. Johannes von Nepomuk, errichtet 1808

## Söhne und Töchter der Gemeinde
- Jaroslav Malec (1889–1959), Legionär und Brigadegeneral